# 2005 LA54
2005 LA54, também escrito como 2005 LA54, é um objeto transnetuniano que está localizado no Cinturão de Kuiper, uma região do Sistema Solar. Este corpo celeste é classificado como um cubewano. Ele possui uma magnitude absoluta de 6,5 e tem um diâmetro estimado com 221 km. O astrônomo Mike Brown lista este corpo celeste em sua página na internet como um candidato a possível planeta anão.

## Descoberta
2005 LA54 foi descoberto no dia 10 de junho de 2005 pelo astrônomo B. Gladman.

## Órbita
A órbita de 2005 LA54 tem uma excentricidade de 0,069 e possui um semieixo maior de 44,421 UA. O seu periélio leva o mesmo a uma distância de 41,372 UA em relação ao Sol e seu afélio a 47,470 UA.